# Tsréchévo
Tsréchévo ou Creševo (en macédonien Црешево) est un village situé à Gazi Baba, une des dix municipalités spéciales qui constituent la ville de Skopje, capitale de la Macédoine du Nord. Le village comptait 1278 habitants en 2002. Il se trouve entre Skopje et le massif de la Skopska Crna Gora.

## Démographie
Lors du recensement de 2002, le village comptait :
- Macédoniens : 1 263
- Serbes : 12
- valaques : 1
- Autres : 2